# Thomas Schleusing
Thomas Schleusing (* 18. Dezember 1937 in Chemnitz; † 15. März 1993 in Wensickendorf) war ein deutscher Illustrator und Karikaturist.
Schleusing studierte von 1956 bis 1961 bei Werner Klemke und Klaus Wittkugel an der Hochschule für bildende und angewandte Kunst Berlin-Weißensee. Er hatte dort danach bis 1963 eine Aspirantur und war dann in Berlin freischaffender Gebrauchsgrafiker und Illustrator. Mit seinen Kommilitonen Axel Bertram, Joachim Fritsche, Gisela Röder, Hans-Joachim Schauß und Klaus Segner arbeitete er in der Gruppe 4 zusammen. Die Gruppe erlangte durch Projekte wie die grafische Neugestaltung des Berliner Metropol-Theaters rasch Bekanntheit und „schuf zeit ihres Bestehens beispielhafte politische Plakate und wirkungsvolle Theater-, Film-, Ausstellungs- und Werbeplakate.“
Bekanntheit erlangte Schleusing auch durch die Gestaltung der Titelseite des Jugendmagazins neues leben, seine Zeichnungen in der Wochenzeitung Wochenpost und die Gestaltung zahlreicher Bücher für den Kinderbuchverlag Berlin.
Schleußing war Mitglied der Pirckheimer-Gesellschaft und bis 1990 Mitglied des Verbands Bildender Künstler der DDR.
Als er sich nach der deutschen Wiedervereinigung ins Abseits gedrängt sah, setzte er seinem Leben ein Ende.
Schleusing war mit der Kinderbuchillustratorin Brigitte Schleusing verheiratet. 

## Auszeichnungen
- 1967, 1968 und 1977: Preisträger im Wettbewerb Die besten Plakate des Jahres.

- 1978 Kunstpreis der DDR

## Fotografische Darstellung Schleusings
- Klaus Morgenstern: Thomas Schleusing (1987)[4]

## Buchillustrationen
- Waldemar Spender: Kuno, der fliegende Elefant. Neuauflage, Beltz Kinderbuch Verlag, Weinheim/Basel 2012, ISBN 978-3-407-77139-1.
- Pappbilderbuch Nimm mich mit. Neuauflage, Beltz Kinderbuchverlag, Weinheim/Basel 2012, ISBN 978-3-407-77123-0.
- Pappbilderbuch Ausreißer. Kinderbuchverlag Berlin 1990, ISBN 978-3-358-01589-6.
- Pappbilderbuch Der Apfel vom Baum. Kinderbuchverlag, Berlin 1983.
- Pappbilderbuchserie Lili. Kinderbuchverlag, Berlin
- Paul Völkel: Das blaue Zauberband - ein sorbisches Märchen. VEB Domowina Verlag, Bautzen, 1984
- Hans-Peter Wetzstein: Fremdwörter – Lexikon für Kinder. Kinderbuchverlag, Berlin 1986; ISBN 3-358-00848-7.
- Witze, Karikaturen, Cartoons, Bildergeschichten Verrückte Kiste. Kinderbuchverlag, Berlin 1989.
- Cartoonsammlung Hand aufs Herz. Eulenspiegel, Berlin 1990, ISBN 978-3-359-00033-4.
- Märchen für Erwachsene Es war einmal... Eulenspiegel Verlag, Berlin 1979.
- Gerhard Holtz-Baumert: Trampen nach Norden. Kinderbuchverlag, Berlin 1981.
- Hannes Hüttner: Meine Mutter das Huhn. Kinderbuchverlag, Berlin 1981.

## Ausstellungsbeteiligungen
- 1965: Berlin („Junge Gebrauchsgrafiker“)
- 1967 bis 1988: Dresden, Deutsche Kunstausstellungen bzw. Kunstausstellungen der DDR
- 1976, 1982 und 1986: Berlin, Bezirkskunstausstellungen
- 1979: Berlin, Altes Museum („Weggefährden – Zeitgenossen. Bildende Kunst aus 3 Jahrzehnten “)
- 1979: Berlin („Buchillustrationen in der DDR“)
- 1984: Berlin, Altes Museum („Alltag und Epoche“)
- 1985: Berlin, Alte Nationalgalerie („Auf gemeinsamen Wegen“)